# Toéni
Toeni là một tổng của tỉnh Sourou ở tây bắc Burkina Faso. Thủ phủ của tổng này là thị xã Toeni.

## Các thị xã và các làng
Boussouré, Dagale, Domoni, Dounkou, Ganagoulo, Gome, Gon, Inanda, Kanega, Koreguere, Kwaremenguel, Kwaretocksel, Lanfiéra, Loroni, Louta, Manga, Nehourou, Ouargaye, Ouorou, Pissantin, Sané, Sanga, Santelma, Seme, Sindie và Soro.